# Camponotus posticus
Camponotus posticus é uma espécie de inseto do gênero Camponotus, pertencente à família Formicidae.